# Noticastrum
Noticastrum là một chi thực vật có hoa trong họ Cúc (Asteraceae).

## Loài
Chi Noticastrum gồm các loài: